# (22575) Jayallen
(22575) Jayallen est un astéroïde de la ceinture principale d'astéroïdes.

## Description
(22575) Jayallen est un astéroïde de la ceinture principale d'astéroïdes. Il fut découvert le 20 avril 1998 à Socorro (Nouveau-Mexique) par le projet LINEAR. Il présente une orbite caractérisée par un demi-grand axe de 2,38 UA, une excentricité de 0,08 et une inclinaison de 6,6° par rapport à l'écliptique.

## Compléments